# Hoplocampa chamaemespili
Hoplocampa chamaemespili is een vliesvleugelig insect uit de familie van de bladwespen (Tenthredinidae). De wetenschappelijke naam van de soort is voor het eerst geldig gepubliceerd in 1980 door Masutti & Covassi. Het verspreidingsgebied is beperkt tot Noord-Italië, waar individuen zijn gevonden in de berggebieden Monte Baldo, de Dolomieten, de westelijke Julische Alpen en de zuidelijke Voor-Alpen. Tot nu toe is deze soort alleen waargenomen in de hogere montane zones en de subalpiene zones op hoogtes van 1400-1900 meter. De waardplant van deze bladwesp is Sorbus chamaemespilus.